# Brainwriting Pool
Der Brainwriting Pool ist als Kreativitätstechnik den Brainwriting-Techniken zuzuordnen. Er wurde von Helmut Schlicksupp (1943–2010) im Jahre 1975 erstmals als kreative Ideenfindung in Unternehmen beschrieben.

## Methodik
Brainwriting ist besonders geeignet, Probleme zu erkunden und zu durchleuchten und dazu, Ideen zu generieren. Nachdem das Thema bzw. die Themen festgelegt wurden, werden genauso wie bei vielen anderen Brainwriting-Techniken, beispielsweise Methode 635 und Kartentechnik, in einer Gruppensitzung Ideen schriftlich fixiert und dann unter den Teilnehmern ausgetauscht, um diese Ideen gegebenenfalls zu verbessern. Wie bei anderen Brainwriting-Techniken auch, erfolgt der Ideen-Austausch nach vorgegebenen Regeln. Danach werden die besten Ideen ausgewählt oder nach bestimmten Kriterien sortiert und strukturiert erörtert. 
Die unterschiedlichen Brainwriting-Techniken unterscheiden sich in der Praxis nur durch den entsprechenden Satz von Regeln. Daher sind Adaptionen an individuelle Vorlieben häufig.
Auch wenn die Beschreibung sehr trocken klingt, so sind entsprechende Sitzungen in der Praxis durchaus rege. Auch hat sich gezeigt, dass die schriftliche Fixierung von Ideen die Verbesserung durch andere Teilnehmer fördert, während dies beim mündlichen Brainstorming häufig unterbleibt.

## Vor- und Nachteile
Ein großer Vorteil ist die Stille während der Ausübung der Technik, auch introvertierte und zurückhaltende Teilnehmer können bei Konflikten durch Ideen nicht laut überstimmt werden. Somit kann das Potenzial aller Teilnehmer vollständig abgerufen werden. Ein weiterer Vorteil ergibt sich aus der Einfachheit der Technik. Menschen können unabhängig von ihrer Vorbildung teilnehmen und es braucht kaum Hilfsmittel, um sehr schnell viele Ideen zu sammeln.
Ein Nachteil ist, dass bei höherer Teilnehmeranzahl eine recht hohe Prozesszeit anfällt, bis alle Ideen gesichtet und ergänzt wurden. Somit sollte ein vorsitzender Moderator eine Maximalzeit vorgeben, was wiederum die Ideenfindungszeit der einzelnen Teilnehmer einschränkt.

## Beispiele

### Vorgehensweise A
Eine mögliche, bewährte Vorgehensweise für die Brainwriting-Pool-Technik ist:
1. Alle Teilnehmer (optimal sind Teams von 4 bis 6 Personen) sitzen um einen Tisch.
2. In der Mitte des Tisches wird ein Stapel leere Karteikarten (DIN A6 ist gut geeignet) positioniert.
3. Jeder Teilnehmer nimmt sich eine Karte und notiert eine Idee.
4. Dann reicht man die Karte seinem rechten Nachbarn, nimmt sich eine weitere Karte, notiert eine weitere Idee und reicht die Karte ebenfalls nach rechts weiter. Dies führt man für jede Idee aus.
5. Vom Nachbarn erhaltene Karten werden kurz gelesen, gegebenenfalls ergänzt und wie eigene Karten weitergereicht. Alternativ, wenn man gerade mit der Formulierung einer Idee beschäftigt ist, kann die Karte auch ungesehen durchgereicht werden.
6. Erhält man eine seiner eigenen Karten zurück und möchte man diese nicht weiter ergänzen, so wandert sie auf einen Stapel/Haufen (Pool) in der Mitte des Tisches.
7. Teilnehmern, denen gerade keine eigene neue Idee einfällt, können sich von diesem Stapel willkürlich eine Karte nehmen, diese eventuell ergänzen, und die Karte wieder in Umlauf bringen.
8. Nach einer gewissen Zeit, wenn allen Teilnehmern die Ideen ausgegangen sind und die Karten aus dem Stapel schon mehrfach die Runde gemacht haben, ohne dass Ergänzungen erfolgten, ist das Brainwriting beendet.

### Vorgehensweise B
Eine andere mögliche Vorgehensweise für die Brainwriting-PoolTechnik ist:
1. Jeder Teilnehmer legt zwei Blätter an, auf die er die gemeinsame Fragestellung notiert.
2. Dann notiert er auf beiden Blättern (unterschiedliche) Ideen.
3. Wenn ihm keine mehr einfallen, legt er beide Blätter in die Mitte und nimmt sich eines von den anderen Teilnehmern.
4. Er lässt sich durch die Ideen, die er auf dem Blatt liest, anregen und ergänzt sie um weitere.
5. usw.